# Ephesia duplicata
Ephesia duplicata là một loài bướm đêm trong họ Noctuidae.